# Passo del Cerreto
Il passo del Cerreto è un valico dell'Appennino Tosco-Emiliano posto a quota 1 261 m che separa la Toscana dall'Emilia ed in particolare la provincia di Massa-Carrara da quella di Reggio Emilia.

## Descrizione
Il passo è diviso tra il territorio di Fivizzano, in provincia di Massa-Carrara, e quello di Ventasso (fino al 2015 comune di Collagna), in provincia di Reggio Emilia, ed è attraversato dalla strada statale 63 del Valico del Cerreto. Il passo si trova all'interno del Parco nazionale dell'Appennino Tosco-Emiliano; insieme al Monte La Nuda e alla Cima Belfiore, sono stati classificati come Sito di importanza comunitaria (SIC) e Zona di Protezione Speciale (ZPS) IT4030003.
Dal passo si può raggiungere in pochi chilometri la località Cerreto Laghi posta a 1 344 metri s.l.m. dove è presente una stazione sciistica piuttosto rinomata nella zona.